# تحقيق الذات (فلسفة)
في الفلسفة وعلم النفس، تحقيق الذات هو تحقيق أعمق رغبات الفرد وقدراته. يمكن ربط تاريخ هذا المفهوم بالفلاسفة اليونانيين القدماء، ولا يزال هذا المفهوم ملحوظًا في الفلسفة الحديثة.

## التعريف والتاريخ
عرّف الفيلسوف آلان جويرث في كتابه «تحقيق الذات» هذا المفهوم بأنه «يحمل ثمار أعمق رغبات المرء أو قدراته الأكثر قيمة». يشير تعريف آخر لهذا المفهوم إلى أن تحقيق الذات هو «تحقيق حياة مُرضية وذات قيمة». يمكن أن يعزى هذا المفهوم إلى الفلاسفة اليونانيين القدماء، وهو أمرٌ شائعٌ ومعروف في كل من الثقافات الغربية وغير الغربية. غالبًا ما يُنظر إلى حالة تحقيق الذات على أنها أعلى من القيم والأهداف الأخرى.
يشير جويرث إلى أن «البحث عن حياة إنسانية جيدة هو السعي لتحقيق الذات». ومع ذلك، في الفلسفة الحديثة، أصبح مبدأ تحقيق الذات أقل شعبية وإنتقده مفكرون مثل هوبز وفرويد الذين كانوا يشعرون أن هناك مشاكلٌ فكرية وأخلاقية مرتبطةٌ به. أُطلق على هذا المفهوم بأنه «مفهوم أناني» مما يعني أنه من المستحيل تحقيقه حيث اقترح البعض أنه مفهومٌ قديم يجب التخلي عنه. يركّز الفلاسفة الأخلاقيون بدرجة أقل على الحصول على حياة جيدة وأكثر على العلاقات المتبادلة والواجبات تجاه الآخرين. وبالمثل، في حين رأى أفلاطون وأرسطو هدف بوليس في توفير وسيلة لتحقيق الذات للمواطنين حيث تخلت الحكومات الحديثة عن ذلك، مع التركيز على الحفاظ على النظام المدني. على الرغم من الانتقاد، لا يزال مفهوم تحقيق الذات قائمًا في الفلسفة الحديثة وفائدته التي دافع عنها مفكرون مثل جويرث نفسه.
أشار جويرث إلى أن مصطلح تحقيق الذات له مرادفان قريبان وهما: إدراك الذات وفهم الذات، ويستخدمهما الفلاسفة على التوالي وعلماء النفس الإنسانيون، في حين أن مصطلح تحقيق الذات أكثر شيوعًا خارج المجالين الأخيرين. ومع ذلك، فإن جويرث يجادل بأن هذا المفهوم مختلف بشكل كاف عن المفاهيم الأخرى التي لا تُستخدم كمرادف مُعتمد. كثيراً ما يُعرّف مفهوم تحقيق الذات الذي يُناقش في كثير من الأحيان في نص تسلسل ماسلو للاحتياجات على وجه الخصوص على أنه «الحاجة إلى تحقيق الذات».
يناقش الدكتور بين كارفوسّو في كتابه (إدارة الحياة امتلاك زمام الأمور) وكتاب (إبدأ العمل على حياتك وليس على عملك المتراكم) مدى انتشار الأفراد الذين يملكون نمط حياة دائم الانشغال، ممتلئين ولكن غير محققين. إن الأفراد الذين يعيشون حياة غير محققة بسبب وجود شيء مفقود والذين وصلوا إلى الخلاصة الخاطئة (مدفوعين بالتسويق الساذج من قبل الشركات الكبرى) بأن الحل هو العمل بجد وتحقيق المزيد من المال لتوفير مزيد من الوقت. يأتي تحقيق الذات من معرفة ما تريده حقًا، وليس ما يقوله المجتمع. فقط عندما نتواصل مع ما نريده بأن نجرّب الفرح الحقيقي أو السعادة.